# Песковский сельский совет (Бурынский район)
Песковский сельский совет (укр. Пісківська сільська рада) — входит в состав
Бурынского района
Сумской области
Украины.
Административный центр сельского совета находится в 
с. Пески
.

## Населённые пункты совета
- с. Пески
- с. Новый Мир